# Scymnus bryanti
Scymnus bryanti är en skalbaggsart som beskrevs av Gordon 1976. Scymnus bryanti ingår i släktet Scymnus och familjen nyckelpigor. Inga underarter finns listade i Catalogue of Life.